# Ulpiano

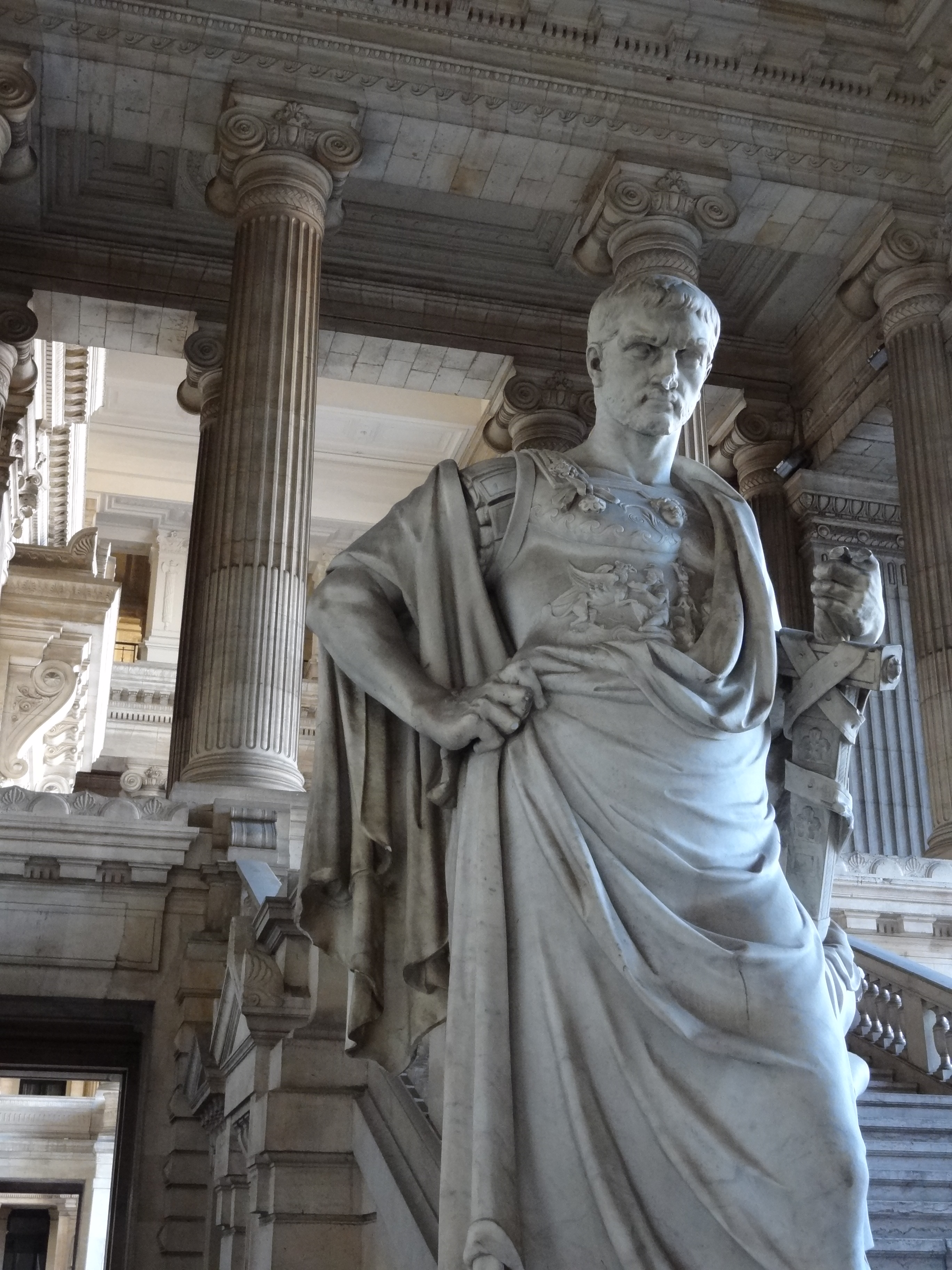

Eneu Domício Ulpiano (em latim: Eneo Domitius Ulpianus; Tiro, 150 — Roma, 223) foi um jurista romano. Sua obra influenciou fundamentalmente a evolução dos direitos romano e bizantino.
Oriundo de uma boa família de cidadãos romanos, Ulpiano foi o primeiro assessor do prefeito do pretório Papiniano, durante os governos de Septímio Severo e Caracala. Depois do assassinato de Caracala em 217, o seu sucessor, imperador Heliogábalo passou a perseguir Ulpiano. Já o sucessor de Heliogábalo, Alexandre Severo, o tornou encarregado de suprimentos e comandante da guarda pretoriana em 222, sendo o principal conselheiro do imperador. Impopular com a guarda pretoriana, por ter diminuído seus privilégios concedidos por Heliogábalo, Ulpiano foi morto pelo liberto Epagate [en], sob o olhar de Alexander Severo, no final de 223.

## Obras
- Ad edictum sobre o Praetor's Edict [en]
- Ad sabinum sobre o jurista Masúrio Sabino
- Tratados sobre as atribuições dos magistrados
- Os Institutos, livros sobre o ensino da Direito
- A primeira tabela conhecida de mortalidade,[2] que é chamada em sua homenagem de Tabela de Ulpiano [en]

Ulpiano é um dos juristas citados no Digesto de Justiniano, que faz parte do tratado de Direito Civil Corpus Juris Civilis.
Algumas de suas citações tornaram-se célebres e muito utilizadas até os dias atuais:
- Iuris praecepta sunt haec: honeste vivere, alterum non laedere, suum cuique tribuere: “Os preceitos do direitos são estes: viver honestamente, não lesar a outrem, dar a cada um o que é seu”[3]
- Jus est ars boni et aequi: "O direito é a arte do bem e da justiça"
- Quod principi placuit legis habet vigorem: "O que agrada ao príncipe tem força de lei"
- Princeps legibus solutus est: "O príncipe está livre das leis"
- Nuptias enim non concubitus, sed consensus facit: "A validade do casamento não é o fato de ser consumado [ou não], mas em seu consentimento mútuo[4]
- Dura Lex, Sed Lex : "A lei é rigorosa, mas é a lei"